# Тейшейра, Педру
О населённом пункте см. Педру-Тейшейра
Педру Тейшейра (порт. Pedro Teixeira; между 1575 и 1585 — 4 июля 1641) — португальский колониальный администратор и исследователь Амазонии. Известен как первый европеец, проплывший по всей Амазонке от устья до истока.

## Биография
В начале XVII века Тейшейра, о ранней жизни которого сведений нет, проживал в городе Белен в дельте реки Амазонки, по-видимому, разбогатев от контрабанды товарами, которой он занимался по течению Амазонки и из внутренних областей страны.
Серьёзным стимулом для организации большой экспедиции вверх по реке стало прибытие в Белен в 1637 году семерых испанцев из Эквадора в сопровождении двух монахов-францисканцев. Если бы это произошло после 1640 года, португальцы расправились бы с ними или взяли под стражу, но в 1637 году Португалия ещё принадлежала испанской короне и отношения между двумя народами были мирными.
Главой португальской экспедиции был назначен Педру Тейшейра, а главным кормчим — Бенту Акошта, который вёл её журнал. Флот экспедиции состоял из 45 маломерных судов, на борту которых находилось 70 португальских солдат и 1200 индейских солдат и гребцов и примерно столько же женщин и детей. В конце июля экспедиция отплыла из Белена вверх по реке. Их плавание по реке и её притоку, Напо, продолжалось около десяти месяцев. По приказу Тейшейры Акошта не только разыскивал удобные бухты на самой реке, но и заходил в устья крупных притоков и поднимался по ним три-четыре дня. Таким образом, в это время были впервые исследованы устья рек Риу-Негру, Мадейры и многих других.
После подъёма по реке Напо и преодоления пешком и на лошадях Анд в начале августа 1638 года португальцы прибыли в Кито. Их появление, в свою очередь, встревожило испанского губернатора Перу. Они, однако, не решились причинить им какой-либо вред по причине подданства одному и тому же королю и отправили португальцев обратно в Белен под надзором двух наблюдателей-иезуитов. Одним из них является Кристобаль де Акунья, который в 1641 году издал в Мадриде книгу «Новое открытие великой реки Амазонки», в которой, помимо его личных наблюдений, использовались отчёты Тейшейры и дневник Акошты.
16 февраля 1639 года экспедиция, возглавляемая Тейшейрой, отправилась обратно тем же путём, и 12 декабря того же года он вернулся в Белен. Сразу же после своего возвращения Тейшейра выступил с докладом перед губернатором. 28 февраля 1640 года он вступил в должность губернатора Белена, но из-за плохого состояния здоровья ушёл в отставку после трёх месяцев пребывания на ней и умер в следующем году (4 июля 1641 года).
В родном городе Тейшейры, Кантаньеди, поставлен ему памятник.
В честь Педру Тейшейры назван самолёт Airbus A330 авиакомпании Tap Portugal.